# Giovanni Sgambati

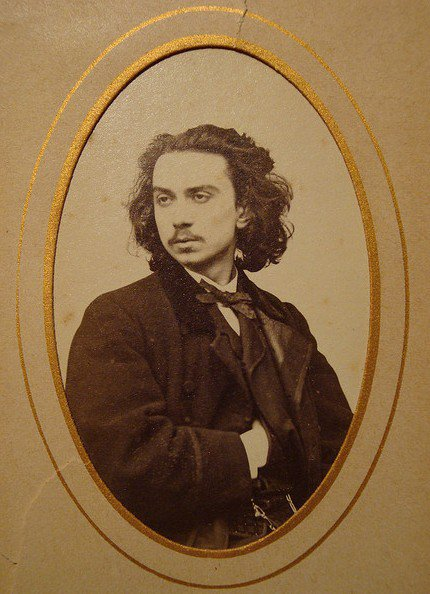
Giovanni Sgambati (jaartal onbekend)

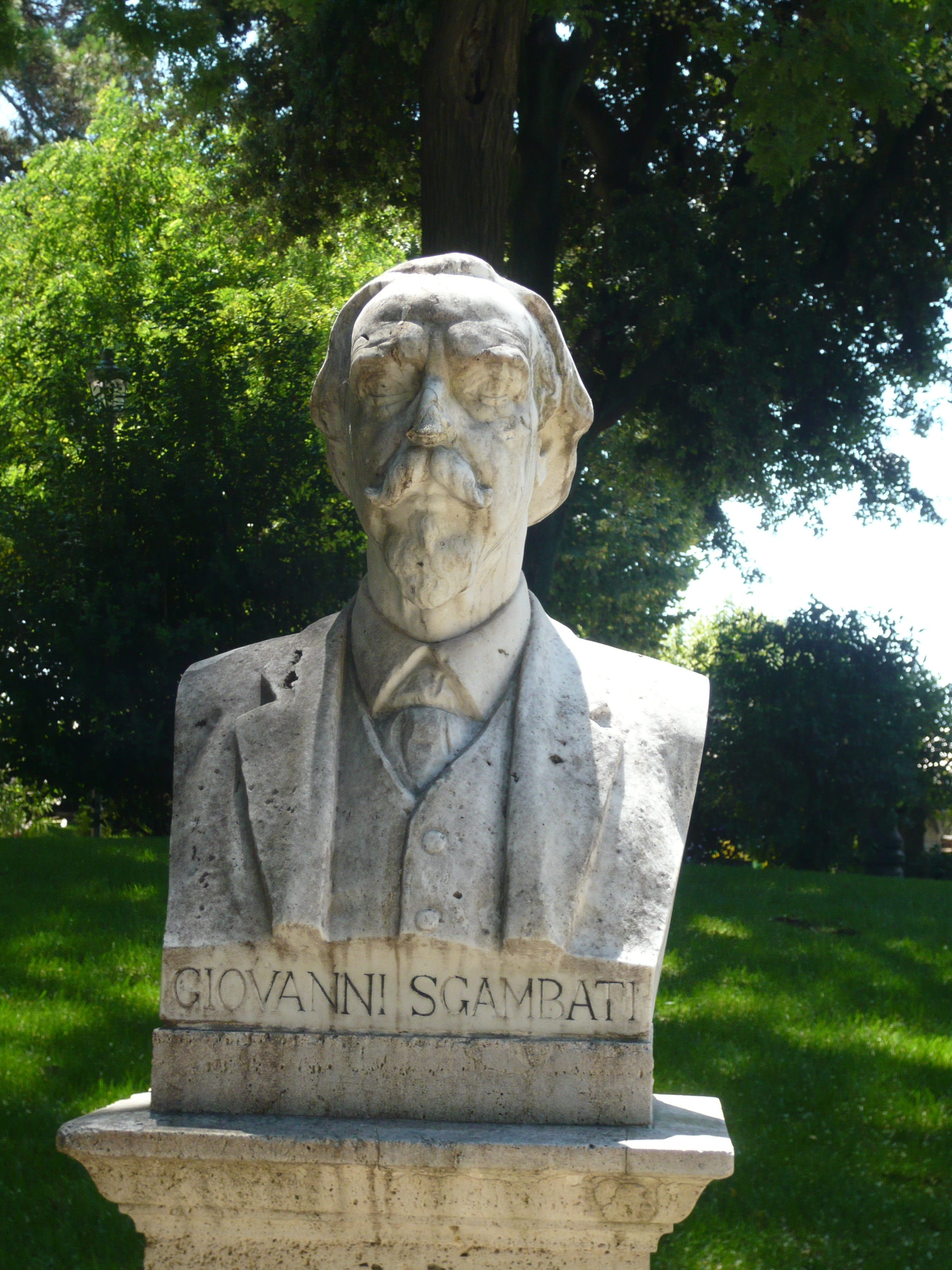
Borstbeeld van Sgambati te Pincio

Giovanni Sgambati (Rome, 28 mei 1841 – Rome, 14 december 1914) was een Italiaans componist, dirigent en pianist.

## Biografie
Sgambati kreeg al vroeg in zijn leven pianoles, en trad voor het eerst op toen hij zes jaar oud was. Toen zijn vader in 1849 overleed, kreeg zijn muziekopleiding een vervolg in Trevi in Umbria. Hij schreef er kerkmuziek en deed ervaring op als zanger en dirigent. In 1860 vestigde hij zich in Rome. Hij kreeg onder meer les van Franz Liszt.
In die tijd was er in Italië veel belangstelling voor opera, maar instrumentale muziek, en in het bijzonder die van buitenlandse componisten, was nogal ondergewaardeerd. De eerste uitvoering van een symfonie van Beethoven (de Derde) vond in Rome pas in 1866 plaats, meer dan zestig jaar nadat die gecomponeerd was. De uitvoering werd georganiseerd en gedirigeerd door Sgambati, die zich inzette om meer belangstelling te wekken voor de muziek van de grote Duitse componisten. In dat jaar dirigeerde hij ook een uitvoering van de Dante Symfonie van Franz Liszt. In 1893 werd hij tot directeur Kunstzaken van de Società Filarmonica Romana benoemd.
Zijn belangrijkste werk was ongetwijfeld de Messa da Requiem, dat voor het eerst in 1901 in Rome werd uitgevoerd. Veel van zijn pianowerken zijn algemeen gewaardeerd, maar de invloed van Sgambati op de Italiaanse muzieksmaak is misschien bekender dan zijn composities zelf.

## Een selectie uit zijn werken

### Orkestrale werken
- Cola da Rienzo ouverture (1866)
- Pianoconcert in g-mineur, Op. 15 (1878-1880)
- Symfonie nr. 1 in D-majeur (1880)
- Symfonie nr. 2 in E (1883-1885)

### Kamermuziek
- Strijkkwartet nr. 1 in d-mineur, [z.op] (1864)
- Pianokwintet nr.1 in f-mineur, Op. 4 (1866)
- Pianokwintet nr.2 in Bes majeur, Op. 5 (voor 1875)
- Strijkkwartet nr. 2 in cis-mineur, Op. 17 (1882)
- Twee stukken voor viool en piano, Op. 24 (1890)
- Gondoliera voor viool en piano, Op. 29 (1894)

### Pianowerken
- Prélude et Fugue, Op. 6
- Études des concert Op. 10
- Fogli Volanti, Op. 12
- Quatro pezzi di sequito, Op. 18
- Suite in b-mineur Op. 21
- Pièces Lyriques, Op. 23
- Nocturne in D-majeur Op. 31
- Melodies poétiques, Op. 36
- Suite, Op.42
- Melodie uit Orfeo ed Euridice (transcriptie voor piano van het hoofdthema van de opera van Gluck)

### Kerkelijke muziek
- Messa da Requiem, Op. 38 (1895-1901)